# Raionul Kaluș, Ivano-Frankivsk
Kaluș (în ucraineană Калуський район, transliterat: Kaluskîi raion) este un raion în regiunea Ivano-Frankivsk, Ucraina. Are reședința la Kaluș.
Are o suprafață de 3.555 km². Populația este de 286.500 locuitori, determinată în 2020.